# 30e cérémonie des Victoires de la musique
La 30e cérémonie des Victoires de la musique a eu lieu le 13 février 2015 au Zénith de Paris et a été présentée par Virginie Guilhaume. 

## Nominations
En décembre 2014, les membres de l'académie des Victoires de la musique ont fait connaître les noms des artistes qu'ils souhaitaient voir nommés dans les différentes catégories. L'absence du groupe Fauve, dont le premier album s'est vendu à près de 100 000 exemplaires, est alors remarquée mais la décision vient du groupe lui-même qui ne souhaite pas apparaître à la télévision, ni concourir pour le moindre prix. Quant à Stromae, sa victoire comme artiste masculin en 2014 l'empêche d'être nommé dans cette catégorie, en 2015.
Les nominations définitives ont été annoncées le 9 janvier 2015. Les cinq nominations de Christine and the Queens, les trois de Calogero et du groupe The Dø en font les grand favoris.  Parmi les absents, Kendji Girac suscite la polémique. Malgré ces 700 000 albums vendus, les votants ne l'ont pas retenu. Sur LCI, le directeur des Victoires de la musique, Christophe Palatre indique qu'« aux Victoires de la Musique, il y a un parti pris éditorial qui est assez fort. C'est celui de la filière. On est là pour dire : « Nous, on estime qu'au cours de l'année, il y a eu ça de remarquable et on a envie de revenir dessus » ». Interrogé sur le sujet, M Pokora et Serge Lama s'attaquent aux Victoires de la musique en évoquant la quasi absence de chanteurs « populaires » pour l'un et de chanteurs « traditionnels » pour l'autre.

## Cérémonie
Présentée par Virginie Guilhaume, la cérémonie, en direct du Zénith de Paris a rassemblé 2,4 millions de téléspectateurs (14 % de part de marché), sur France 2. Confiée à la société Morgane Production, la soirée se veut plus légère et innovante avec un mur géant d'images amovibles. 
Pour ouvrir le show, Alain Souchon et Laurent Voulzy offre au public une version revue et corrigée de Rockollection interrompue par divers succès de la chanson française : Vertiges de l'amour d'Alain Bashung repris par Raphael, Week-end à Rome d'Étienne Daho par Julien Doré, J'ai vu de Niagara par Brigitte, pour terminer par une version modernisée et personnelle de Carmen par Stromae. Les artistes nommés se succèdent ensuite sur scène pour interpréter une de leurs dernières chansons.
Virginie Guilhaume assure seule tant la présentation de la soirée que la remise des prix durant une cérémonie qui a duré 211 minutes. 
À l'occasion des 30 ans des Victoires de la musique, la soirée est ponctuée d'images d'archives des précédentes cérémonies.  On attribue également une victoire des 30 ans par genre musical à un artiste représentant la musique électro (David Guetta), la musique rock (Jean-Louis Aubert), la musique urbaine (IAM) et la musique du monde (Rachid Taha). 
Une triple compilation est également publiée en CD célébrant les nommés de l'année et 27 des 29 chansons originales des éditions précédentes.
La grande gagnante de ces 30e Victoires de la musique est sans conteste Christine and the Queens. Avec cinq nominations, elle décroche deux Victoires dont celle de l'artiste féminine de l'année. Disque de platine avec son premier album, elle était l'artiste la plus nommée de l'année et donc la favorite. Dans ses remerciements, Héloïse Letissier a remercié Christine, pseudonyme qu'elle a choisi pour « aller un petit peu mieux, pour chanter et pour écrire, et pour dire des choses [qu'elle n'osait] pas dire ».  
Côté masculin, la victoire de l'artiste masculin est attribuée à Julien Doré, pour sa seule nomination de la soirée et sa première nomination dans cette catégorie. Il décroche le prix face à Johnny Hallyday, régulièrement nommé mais rarement récompensé, et Calogero.
Ce dernier n'est cependant pas reparti les mains vides puisqu'il remporte la seule victoire attribuée par le public : celle de la chanson de l'année pour Un jour au mauvais endroit, en mémoire du drame d'Échirolles, sa ville natale. Heureux de recevoir le prix pour cette chanson en particulier, il remercie sa compagne, Marie Bastide, auteur des paroles de la chanson (et donc co-lauréate) pour avoir pu « mettre les mots, le soir en 2012, quand le drame est arrivé et [...] su exprimer ce [qu'il] ressentai[t] ». 
Annoncé de longue date, le nouveau groupe formé par Alain Souchon et Laurent Voulzy se voit décerner une victoire pour leur album. Alain Souchon reçoit ainsi sa dixième victoire, le plaçant en deuxième position des artistes les plus récompensés de l'histoire des Victoires, derrière Alain Bashung. 
Côté révélation, Indila, dont l'album Mini World fut le plus vendu en France en 2014, décroche la victoire de l'album révélation, alors que le chanteur anglo-ghanéen immigré en France, Benjamin Clementine décroche la victoire de la révélation scène, peu de temps après la sortie de son premier album.
Le chanteur belge Stromae, grand vainqueur des Victoires de la musique 2014, empoche encore un nouveau trophée pour le meilleur concert, alors qu'il triomphe sur scène depuis la sortie de son album Racine carrée.
The Dø, nommés à trois reprises, repartiront avec la victoire de l'album rock pour Shake Shook Shaken.  Black M, nommé deux fois, repart, lui, les mains vides.

## Performances
| Artiste(s)                                                     | Chanson(s)                                                              |
| -------------------------------------------------------------- | ----------------------------------------------------------------------- |
| Stromae                                                        | Carmen                                                                  |
| Vianney                                                        | Pas là                                                                  |
| Christine and the Queens                                       | - Christine - Saint Claude                                              |
| Black M                                                        | Sur ma route                                                            |
| IAM                                                            | Petit frère                                                             |
| Rachid Taha & Catherine Ringer                                 | Ya Rayah                                                                |
| David Guetta, Sam Martin & Ayọ                                 | Medley - Dangerous - What I Did for Love - Titanium - Bad               |
| Indila                                                         | Dernière Danse                                                          |
| Alain Souchon, Laurent Voulzy, Julien Doré, Raphael & Brigitte | Medley - Rockollection - Vertige de l'amour - Week-end à Rome - J'ai vu |
| ALB                                                            | Whispers under the moonlight                                            |
| Jean-Louis Aubert                                              | - Face B - Un autre monde                                               |
| Rivière noire                                                  | Londres Paris                                                           |
| Calogero                                                       | Un jour au mauvais endroit                                              |
| The Dø                                                         | Despair, hangover and ecstasy                                           |
| Akhenaton                                                      | Souris, encore                                                          |
| Féloche                                                        | Silbo                                                                   |
| Alain Souchon & Laurent Voulzy                                 | Derrière les mots                                                       |

## Palmarès
Les gagnants sont indiqués ci-dessous en tête de chaque catégorie et en caractères gras.

### Artiste masculin de l'année
- Julien Doré
  - Calogero
  - Johnny Hallyday

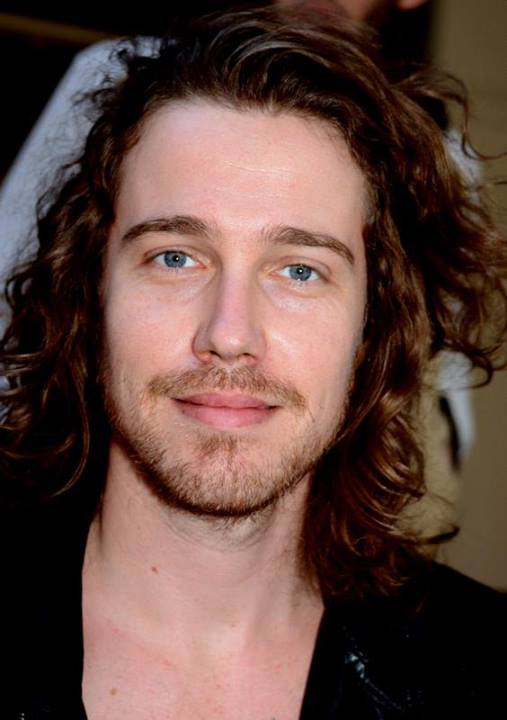
Julien Doré, l'artiste masculin de l'année

  - Ont été pré-sélectionnés, puis éliminés au second tour : Alain Souchon et Laurent Voulzy, Ben l'Oncle Soul, Miossec, Jean-Louis Murat et Dick Annegarn[19]

### Artiste féminine de l'année
- Christine and the Queens
  - Brigitte

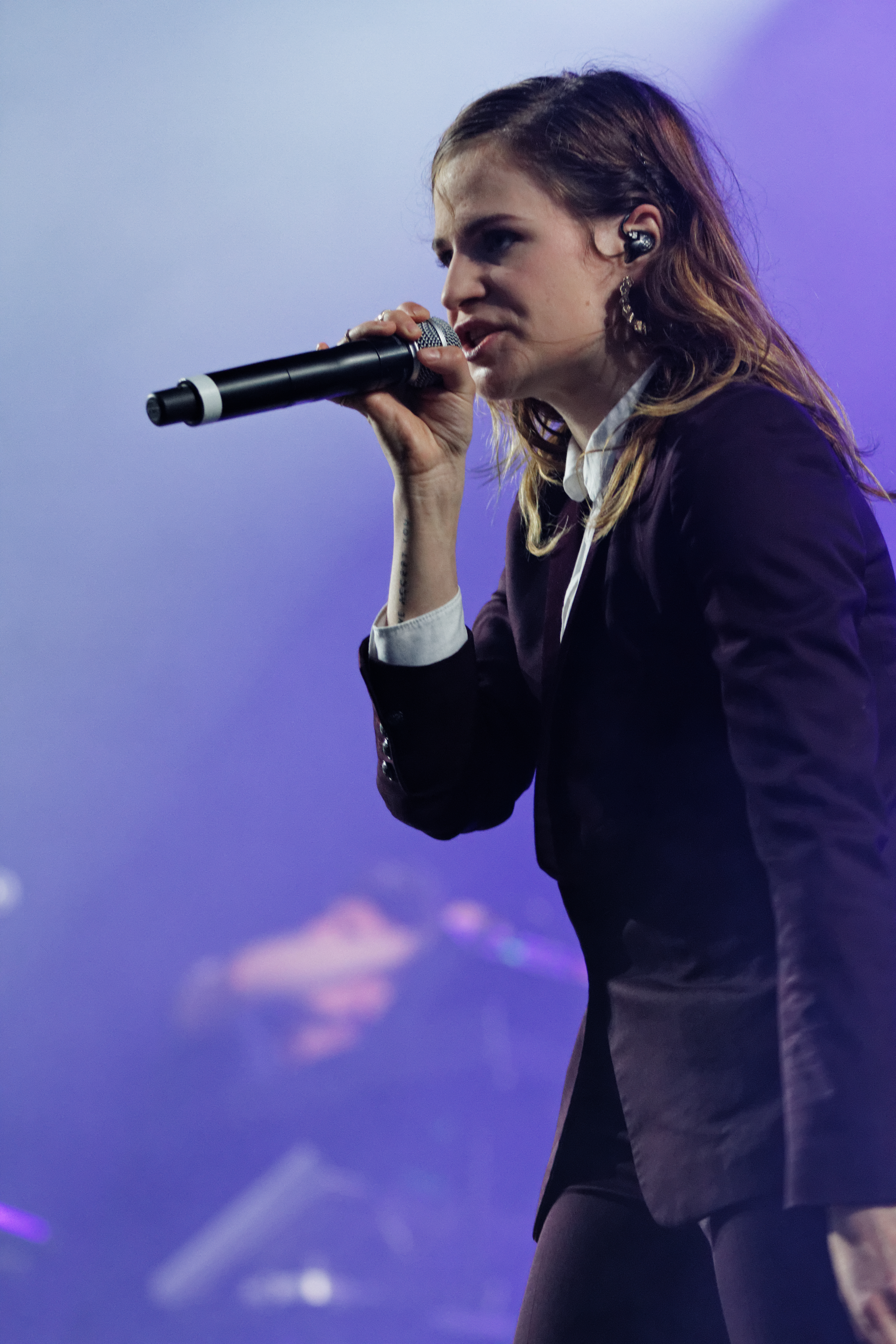
Christine and the Queens, l'artiste féminine de l'année

  - Olivia Merilahti pour le groupe The Dø
  - Ont été pré-sélectionnées, puis éliminées au second tour : Zaz, Isabelle Boulay, Aṣa, Jeanne Cherhal et Maurane[19]

### Album révélation de l'année
- Mini World, d'Indila
  - Piano ombre, de Frànçois and The Atlas Mountains
  - Idées blanches, de Vianney
  - Ont été pré-sélectionnés, puis éliminés au second tour : Gaël Faure, Charles Pasi, Adrien Gallo, Talisco, Kendji Girac et Fréro Delavega[20]

### Révélation scène de l'année
- Benjamin Clementine
  - ALB
  - Féloche

### Album de chansons de l'année
- Alain Souchon & Laurent Voulzy, d'Alain Souchon et Laurent Voulzy
  - Chaleur humaine, de Christine and the Queens
  - Les Feux d'artifice, de Calogero

### Album rock de l'année
- Shake Shook Shaken, de The Dø
  - Little Armageddon, de Skip the Use
  - The White Pixel Ape, de Shaka Ponk

### Album de musique urbaine de l'année
- Je suis en vie, d'Akhenaton
  - Cosmopolitanie, de Soprano
  - Les Yeux plus gros que le monde, de Black M

### Album de musiques du monde de l'année
- Rivière noire, de Rivière noire
  - Bed of stone, d'Aṣa
  - Dernier Appel, de Tiken Jah Fakoly

### Album de musiques électroniques ou dance de l'année
- Ghost surfer, de Cascadeur
  - Complètement fou, de Yelle
  - Listen, de David Guetta

### Chanson originale de l'année
- Un jour au mauvais endroit, de Calogero (auteur : Marie Bastide - compositeur : Calogero)
  - Derrière les mots, d'Alain Souchon et Laurent Voulzy (auteur : Alain Souchon - compositeur : Laurent Voulzy)
  - Saint Claude, de Christine and the Queens (auteur-compositeur : Christine and the Queens)
  - Sur ma route de Black M (auteur : Black M - compositeur : Skalpovich)

### Concert de l'année
- Stromae - Racine carrée tour au Zénith, à Bercy et en tournée
  - Jean-Louis Aubert - Aubert chante Houellebecq au Palais des Congrès, au Théâtre du Châtelet et en tournée
  - Christine and the Queens - à la Gaîté lyrique, à la Cigale et en tournée

### Vidéo-clip de l'année
- Saint Claude, de Christine and the Queens (réalisateur : Jack)
  - Dernière danse, d'Indila (réalisateur : Sylvain Bressollette)
  - Despair, hangover & Ecstasy, de The Dø (réalisateur : Noël Paul et Stefan Moore)

## Victoires d'honneur
- David Guetta pour les 30 ans de musique électro
- Jean-Louis Aubert pour les 30 ans de musique rock
- IAM pour les 30 ans de musique urbaine
- Rachid Taha pour les 30 ans de musique du monde

## Statistiques

### Nominations multiples
- 5 :  Christine and the Queens
- 3 : Calogero, The Dø

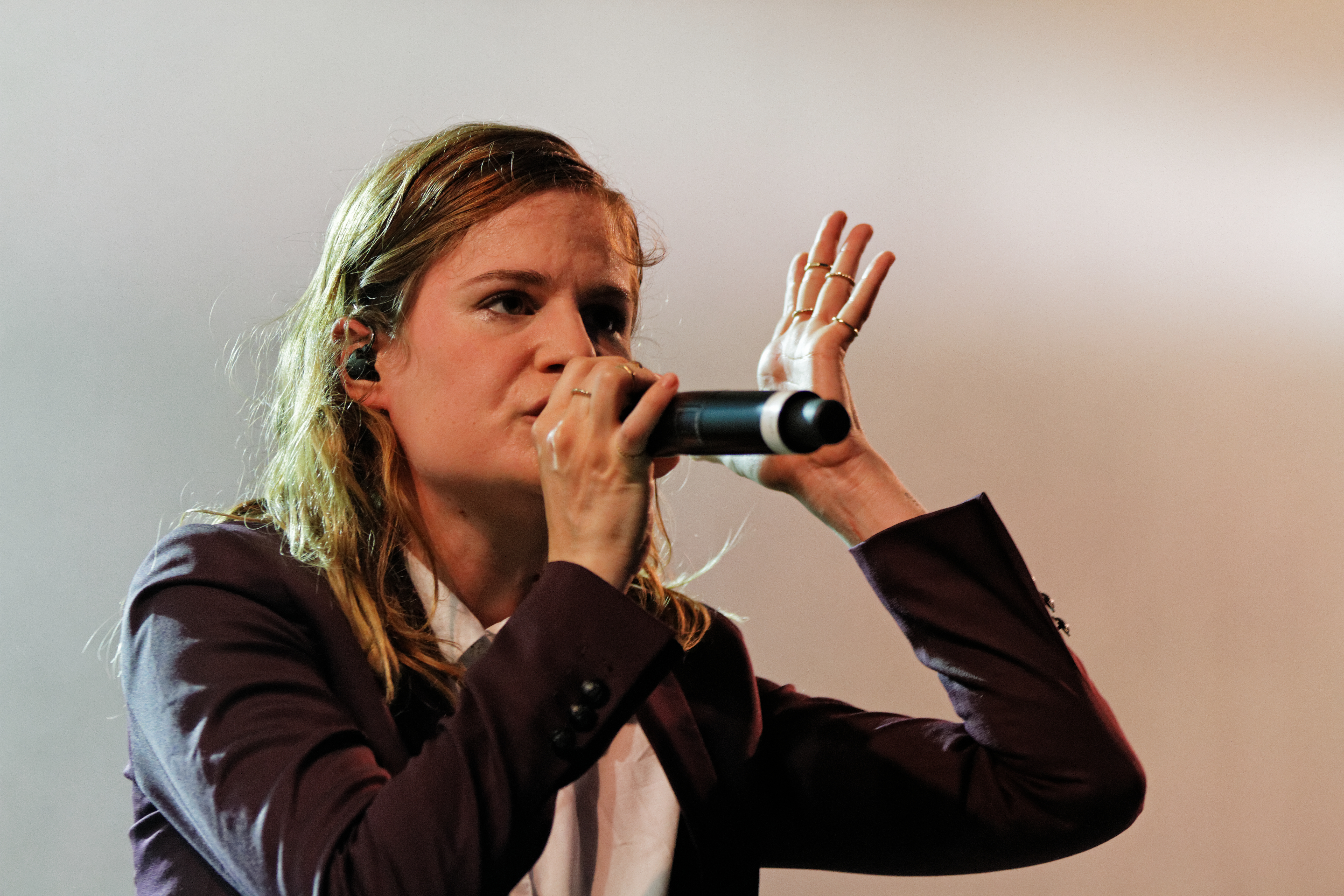
Christine and the Queens, l'artiste la plus nommée de l'année

- 2 : Black M, Indila, Alain Souchon et Laurent Voulzy

### Récompenses multiples
Christine and the Queens est la seule artiste à repartir avec deux récompenses : celle de l'artiste féminine et celle du vidéo-clip.